# Wahlen zum Senat der Vereinigten Staaten 1878 und 1879
Die Wahlen zum Senat der Vereinigten Staaten 1878 und 1879 zum 46. Kongress der Vereinigten Staaten fanden zu verschiedenen Zeitpunkten statt. Es waren die Halbzeitwahlen (engl. midterm election) in der Mitte von Rutherford Hayes’ Amtszeit. Vor der Verabschiedung des 17. Zusatzartikels wurden die Senatoren nicht direkt gewählt, sondern von den Parlamenten der Bundesstaaten bestimmt.
Zur Wahl standen 25 Senatssitze der Klasse III, deren Inhaber 1872 und 1873 für eine Amtszeit von sechs Jahren gewählt worden oder später nachgerückt waren. Zusätzlich fanden für einen dieser Sitze sowie zwei der Klasse III Nachwahlen statt, die keine parteipolitischen Änderungen ergaben.
Von den 25 regulär zur Wahl stehenden Sitzen waren acht von Demokraten und 17 von Republikanern besetzt. Acht Amtsinhaber wurden wiedergewählt (2 D, 6 R), fünf weitere Sitze konnten die Demokraten halten, drei die Republikaner. Die Republikaner verloren sieben Sitze an die Demokraten, gewannen aber auch einen von diesen. Die Republikaner verloren zeitweise einen weiteren Sitz, weil das Parlament in New Hampshire verspätet wählte. Der Sitz wurde durch Ernennung eines Ersatzmanns besetzt. Damit verloren die Republikaner ihre relative Mehrheit, die am Ende des 45. Kongresses bei 38 gegen 36 Demokraten und einem Anti-Monopolisten gelegen hatte. Im neuen Kongress saßen zur ersten Tagungsperiode 42 Republikaner, 32 Demokraten, ein Anti-Monopolist und ein Unabhängiger.
Zu Veränderungen nach der Wahl siehe auch Liste der Mitglieder des Senats im 46. Kongress der Vereinigten Staaten.

## Ergebnisse

### Wahlen während des 45. Kongresses
Die Gewinner dieser Wahlen wurden vor dem 4. März 1879 in den Senat aufgenommen, also während des 45. Kongresses.
| Staat    | Amtierender Senator         | Partei       | Nachwahl   | Datum         | Ergebnis                   | Neuer Senator      |
| -------- | --------------------------- | ------------ | ---------- | ------------- | -------------------------- | ------------------ |
| Indiana  | Daniel W. Voorhees, ernannt | Demokrat     | Klasse III | 31. Jan. 1879 | bestätigt                  | Daniel W. Voorhees |
| Michigan | Isaac P. Christiancy        | Republikaner | Klasse I   | 22. Feb. 1879 | von Republikanern gehalten | Zachariah Chandler |
| Missouri | David H. Armstrong, ernannt | Demokrat     | Klasse III | 27. Jan. 1879 | von Demokraten gehalten    | James Shields      |

- ernannt: Senator wurde vom Gouverneur als Ersatz für einen ausgeschiedenen Senator ernannt, Nachwahl nötig.
- bestätigt: ein als Ersatz für einen ausgeschiedenen Senator ernannter Amtsinhaber wurde bestätigt.

### Wahlen zum 46. Kongress
Die Gewinner dieser Wahlen wurden am 4. März 1879 in den Senat aufgenommen, also bei Zusammentritt des 46. Kongresses. Alle Sitze dieser Senatoren gehören zur Klasse III.
| Staat          | Amtierender Senator  | Partei       | Datum          | Ergebnis                   | Neuer Senator        |
| -------------- | -------------------- | ------------ | -------------- | -------------------------- | -------------------- |
| Alabama        | George E. Spencer    | Republikaner | 1878           | Zugewinn Demokraten        | George S. Houston    |
| Arkansas       | Stephen W. Dorsey    | Republikaner | 1878           | Zugewinn Demokraten        | James D. Walker      |
| Colorado       | Jerome B. Chaffee    | Republikaner | 1879           | von Republikanern gehalten | Nathaniel P. Hill    |
| Connecticut    | William H. Barnum    | Demokrat     | 1879           | Zugewinn Republikaner      | Orville H. Platt     |
| Florida        | Simon B. Conover     | Republikaner | 21. Jan. 1879  | Zugewinn Demokraten        | Wilkinson Call       |
| Georgia        | John Brown Gordon    | Demokrat     | 1879           | wiedergewählt              | John Brown Gordon    |
| Illinois       | Richard J. Oglesby   | Republikaner | 22. Jan. 1879  | von Republikanern gehalten | John A. Logan        |
| Indiana        | Daniel W. Voorhees   | Demokrat     | 1879           | wiedergewählt              | Daniel W. Voorhees   |
| Iowa           | William B. Allison   | Republikaner | 23. Jan. 1878  | wiedergewählt              | William B. Allison   |
| Kalifornien    | Aaron A. Sargent     | Republikaner | 1878           | Zugewinn Demokraten        | James T. Farley      |
| Kansas         | John J. Ingalls      | Republikaner | 1879           | wiedergewählt              | John J. Ingalls      |
| Kentucky       | Thomas C. McCreery   | Demokrat     | 1879           | von Demokraten gehalten    | John Stuart Williams |
| Louisiana      | James B. Eustis      | Demokrat     | 1879           | von Demokraten gehalten    | Benjamin F. Jonas    |
| Maryland       | George R. Dennis     | Demokrat     | 19. Jan. 1878  | von Demokraten gehalten    | James Black Groome   |
| Missouri       | James Shields        | Demokrat     | 1879           | von Demokraten gehalten    | George G. Vest       |
| Nevada         | John P. Jones        | Republikaner | 1879           | wiedergewählt              | John P. Jones        |
| New Hampshire  | Bainbridge Wadleigh  | Republikaner | keine Wahl     | Verlust Republikaner       | vakant               |
| New York       | Roscoe Conkling      | Republikaner | 22. Jan. 1879  | wiedergewählt              | Roscoe Conkling      |
| North Carolina | Augustus S. Merrimon | Demokrat     | 1879           | von Demokraten gehalten    | Zebulon B. Vance     |
| Ohio           | Stanley Matthews     | Republikaner | 1878 oder 1879 | Zugewinn Demokraten        | George H. Pendleton  |
| Oregon         | John H. Mitchell     | Republikaner | 1878 oder 1879 | Zugewinn Demokraten        | James H. Slater      |
| Pennsylvania   | J. Donald Cameron    | Republikaner | 20. Jan. 1879  | wiedergewählt              | J. Donald Cameron    |
| South Carolina | John J. Patterson    | Republikaner | 1878           | Zugewinn Demokraten        | Wade Hampton         |
| Vermont        | Justin S. Morrill    | Republikaner | 1878           | wiedergewählt              | Justin S. Morrill    |
| Wisconsin      | Timothy O. Howe      | Republikaner | 22. Jan. 1879  | von Republikanern gehalten | Matthew H. Carpenter |

- wiedergewählt: ein gewählter Amtsinhaber wurde wiedergewählt.

### Wahlen während des 46. Kongresses
Die Gewinner dieser Wahl wurde nach dem 4. März 1879 in den Senat aufgenommen, also während des 46. Kongresses.
| Staat         | Amtierender Senator      | Partei       | Nachwahl   | Datum         | Ergebnis                   | Neuer Senator  |
| ------------- | ------------------------ | ------------ | ---------- | ------------- | -------------------------- | -------------- |
| New Hampshire | Charles H. Bell, ernannt | Republikaner | Klasse III | 17. Juni 1879 | von Republikanern gehalten | Henry W. Blair |

- ernannt: Senator wurde vom Gouverneur als Ersatz für einen ausgeschiedenen Senator ernannt, Nachwahl nötig.

## Einzelstaaten
In allen Staaten wurden die Senatoren durch die Parlamente gewählt, wie durch die Verfassung der Vereinigten Staaten vor der Verabschiedung des 17. Zusatzartikels vorgesehen. Das Wahlverfahren bestimmten die Staaten selbst, war daher von Staat zu Staat unterschiedlich. Teilweise ergibt sich aus den Quellen nur, wer gewählt wurde, aber nicht wie.
Das Third Party System der Parteien in den Vereinigten Staaten bestand aus der Demokratischen Partei, die hauptsächlich in den Südstaaten stark war, sowie der gemäßigt abolitionistischen, im Norden verankerten Republikanischen Partei. Zeitweise war auch die Anti-Monopoly Party im Senat vertreten.